# 4810 Ruslanova
4810 Ruslanova eller 1972 GL är en asteroid i huvudbältet som upptäcktes den 14 april 1972 av den ryska astronomen Ljudmila Tjernych vid Krims astrofysiska observatorium på Krim. Den är uppkallad efter Lidiya A. Ruslanova.
Asteroiden har en diameter på ungefär 6 kilometer.